# قوللر آقاسی
قوللر آقاسی یک لغت ترکی به معنای «امیر سپاه غلامان» و یکی از مقامات کشوری در دربار ایران بود.
این منصب در دوره صفویه ایجاد شد. به نوشته میرزا سمیعا «قوللر آغاسی، بعد از عالیجاه قورچی‌باشی عمده‌ترین امراء و ارکان دولت باهره و ریش سفید قاطبه غلامان سرکار خاصه شریفه است.» اصطلاح ترکی قوللر به معنای غلامان، ارتشی بود متشکل از غلامان ارمنی، چرکس و گرجی که در جریان لشکرکشی‌های دوران صفوی به قفقاز اسیر شده بودند. این نیروی نظامی توسط شاه عباس برای مقابله با قدرت «قبایل تُرک قزلباش» که اشراف نظامی صفویان را تشکیل می‌دادند، ایجاد شد. شکل‌گیری سپاه غلامان خاصه شریفه، راه حل مؤثری برای معضل شاه عباس بود، اما در درازمدت، منشأ ضعف دولت صفوی شد، زیرا این غلامان توانایی و ویژگی‌های رزمی قزلباشان را نداشتند. در این دوره «قوللر» همه جا مترادف لغت عربی عربی غلام استعمال شده‌است.
در «تذکره‌الملوک» وظایف قوللرآقاسی چنین نوشته شده‌است: «تیول و مواجب همه ساله و برات و انعام قاطبه غلامان بعد از تجویز عالیجاه قوللر آقاسی به تصویب وزیر دیوان اعلا (وزیر اعظم) می‌رسید، و خدمت ایالت و حکومت ویوزباشی گری و مین‌باشی گری و تیول و مواجب و انعام قاطبه غلامان بر طبق عرض قوللر آقاسی و تعلیقه وزراء اعظم، شفقت می‌شده و امور متعلق به غلامان بر طبق عرض قوللر آقاسی و تعلیقه وزراء اعظم، شفقت می‌شده و امور متعلق به غلامان را ریش سفید سرکار مزبور، که عالیجاه قوللر آقاسی است، به حقیقت رسیده قطع و فصل می‌داده و ارقام و احکام ملازمت و مواجب و تیول همه ساله، و انعام جماعت مذکوره، به طغرا و مهر عالیجاه مشارٌ‌الیه می‌رسید. و عالیجاه مزبور از امراء جانقی بود.»
به نوشته فرهنگ معین قوللرآقاسی مهتر غلامان بوده‌است.
از قوللرآقاسیان معروف در تاریخ ایران می‌توان از رستم‌خان قوللرآقاسی حاکم گرجی‌تبار دوره صفوی و امیربهادر وزیر جنگ محمدعلی شاه قاجار و حسین قوللرآقاسی بنیانگذار سبک نقاشی قهوه‌خانه ای را نام برد.